# آرامستان ارامنه گوره‌زار
گورستان ارامنه گورزار مربوط به دوره قاجار است و در شهرستان اراک، بخش خنداب، دهستان جاورسیان، روستای گورزار واقع شده و این اثر در تاریخ ۲۸ اسفند ۱۳۸۵ با شمارهٔ ثبت ۱۹۰۲۲ به‌عنوان یکی از آثار ملی ایران به ثبت رسیده است.